# Nekropole von Ponte Secco

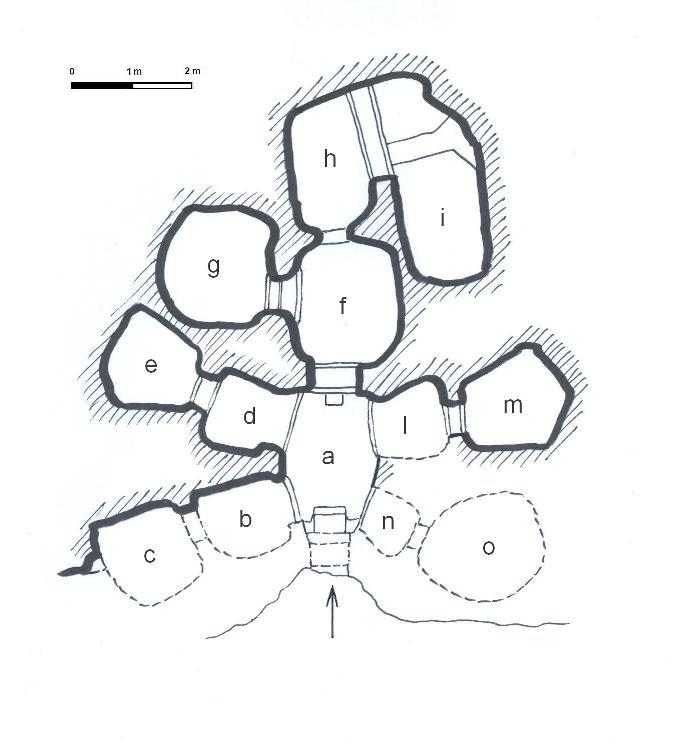
Tomba delle protomi

Die Nekropole von Ponte Secco ist eine archäologische Stätte zwischen Li Lioni und Ottava, südwestlich der Straße zwischen Sassari und Porto Torres in der Metropolitanstadt Sassari auf Sardinien.
Die aus 13 Domus de Janas bestehende Nekropole liegt an der Vorderseite eines 450 m langen Kalksteinvorsprung. Einige Anlagen sind vertikal zugänglich, andere über horizontale Dromoi. Die Anzahl der Kammern in einer Anlage variiert zwischen drei und fünfzehn. Die meisten verfügen über typische architektonische Details (Balken, Pfosten, Säulen, Simse, Sockelleisten und Stürze). Der einzigartige, runde Zugang des T-förmigen Grabes III ist auf den Altar des Monte d’Accoddi gerichtet.

## La Tomba delle protomi
Obwohl durch den Zusammenbruch von Teilen der Decke beschädigt, ist die interessanteste Anlage Tomb IIA, auch das Grab der Büsten (ital. protomi) genannt. Als einziges hat es einen leicht über dem Bodenniveau gelegenen Zugang. Der Komplex besteht aus elf Seitenkammern um zwei zentrale Kammern, die eine Gesamtfläche von etwa 80 m² haben. Im Inneren kann man eine reiche Wandornamentik in Relief sehen, hauptsächlich bestehend aus Darstellungen von Stierköpfen.
Die Anlage wurde von Antonello Baltolu, Ercole Contu und Maria Luisa Ferrarese Ceruti untersucht. Während der Ausgrabungen wurden Armschutzplatten, das Fragment eines Idols der Muttergöttin aus weißem Kalkstein, Perlen einer Kette, Knöpfe, Pfeilspitzen aus Feuerstein, Anhänger aus den Eckzähnen von Füchsen, Fragmente von Gefäßen, die alle der Ozieri- (3200–2800 v. Chr.) und der Glockenbecherkultur (2100–1800 v. Chr.) zugeschrieben werden gefunden. Die meisten Fundstücke werden im ethnographischen Museo Nazionale G. A. Sanna in Sassari gezeigt.